# Démographie de la Côte-d'Or
La démographie de la Côte-d'Or est caractérisée par une faible densité et une population en croissance depuis les années 1950.
Avec ses 537 577 habitants en 2022, le département français de la Côte-d'Or se situe en 50e position sur le plan national.
En six ans, de 2015 à 2021, sa population s'est accrue de près de 2 400 unités, c'est-à-dire de plus ou moins 400 personnes par an. Mais cette variation est différenciée selon les 698 communes que comporte le département.
La densité de population de la Côte-d'Or, 61,3 habitants par kilomètre carré en 2022, est deux fois inférieure à celle de la France entière qui est de 107,1 hab./km2 pour la même année.

## Évolution démographique du département de la Côte-d'Or
Le département a été créé par décret du 4 mars 1790. Il comporte alors sept districts (Châtillon-sur-Seine, Is-sur-Tille, Dijon, Saint-Jean-de-Losne, Beaune, Arnay-le-Duc, Semur-en-Auxois) et 88 cantons. Le premier recensement sera réalisé en 1791 et ce dénombrement, reconduit tous les cinq ans à partir de 1821, permettra de connaître plus précisément l'évolution des territoires.
Avec 375 063 habitants en 1831, le département représente 1,15 % de la population française, qui est alors de 32 569 000 habitants. De 1831 à 1866, il va gagner 7 699 habitants, soit une augmentation de 0,6 % moyen par an, de l'ordre du taux d'accroissement national de 0,48 % sur cette même période.
L'évolution démographique est négative entre la Guerre franco-prussienne de 1870 et la Première Guerre mondiale alors qu'elle est positive au niveau national. Sur cette période, la population perd 24 466 habitants, soit une baisse de -6,53 % alors qu'elle croît de 10 % au niveau national. La population croît de 4,14 % pour la période de l'entre-deux guerres courant de 1921 à 1936, parallèlement à une croissance de 6,9 % au niveau national.
À l'instar des autres départements français, la Côte-d'Or connaît ensuite un essor démographique après la Seconde Guerre mondiale du même ordre de grandeur qu'au niveau national. 
En 2022, le département comptait 537 577 habitants, en évolution de +0,82 % par rapport à 2016 (France hors Mayotte : +2,11 %).
| 1791    | 1801    | 1806    | 1821    | 1826    | 1831    | 1836    | 1841    | 1846    |
| ------- | ------- | ------- | ------- | ------- | ------- | ------- | ------- | ------- |
| 242 986 | 340 500 | 355 436 | 358 148 | 370 943 | 375 063 | 385 624 | 393 316 | 396 524 |

| 1851    | 1856    | 1861    | 1866    | 1872    | 1876    | 1881    | 1886    | 1891    |
| ------- | ------- | ------- | ------- | ------- | ------- | ------- | ------- | ------- |
| 400 297 | 385 131 | 384 140 | 382 762 | 374 510 | 377 663 | 382 819 | 381 574 | 376 866 |

| 1896    | 1901    | 1906    | 1911    | 1921    | 1926    | 1931    | 1936    | 1946    |
| ------- | ------- | ------- | ------- | ------- | ------- | ------- | ------- | ------- |
| 368 168 | 361 626 | 357 959 | 350 044 | 321 088 | 328 881 | 333 800 | 334 386 | 335 602 |

| 1954    | 1962    | 1968    | 1975    | 1982    | 1990    | 1999    | 2006    | 2011    |
| ------- | ------- | ------- | ------- | ------- | ------- | ------- | ------- | ------- |
| 356 839 | 387 869 | 421 192 | 456 070 | 473 548 | 493 866 | 506 755 | 517 168 | 525 931 |

| 2016    | 2021    | 2022    | - | - | - | - | - | - |
| ------- | ------- | ------- | - | - | - | - | - | - |
| 533 213 | 535 503 | 537 577 | - | - | - | - | - | - |

## Population par divisions administratives

### Arrondissements
Le département de la Côte-d'Or comporte trois arrondissements. La population se concentre principalement sur l'arrondissement de Dijon, qui recense 69 % de la population totale du département en 2022, avec une densité de 131,9 hab./km2, contre 20 % pour l'arrondissement de Beaune et 11 % pour celui de Montbard.
| Arrondissement  | Population(2022) | Variation(2022/2016)                       | Superficie(km2) | Densité(hab./km2) |
| --------------- | ---------------- | ------------------------------------------ | --------------- | ----------------- |
| Dijon           | 370 369          | en évolution de +2,36 % par rapport à 2016 | 2 808,2         | 131,9             |
| Beaune          | 109 350          | en évolution de −1,75 % par rapport à 2016 | 2 359,1         | 46,4              |
| Montbard        | 57 858           | en évolution de −3,69 % par rapport à 2016 | 3 595,9         | 16,1              |
| Source : Insee. |                  |                                            |                 |                   |

### Communes de plus de5 000 habitants
Sur les 698 communes que comprend le département de la Côte-d'Or, 29 ont en 2021 une population municipale supérieure à 2 000 habitants, quatorze ont plus de 5 000 habitants et cinq ont plus de 10 000 habitants : Dijon, Beaune, Chenôve, Talant et Chevigny-Saint-Sauveur.
Les évolutions respectives des communes de plus de 5 000 habitants sont présentées dans le tableau ci-après.
| Commune                | Population(2022) | Variation(2022/2016)                       | Superficie(km2) | Densité(hab./km2) |
| ---------------------- | ---------------- | ------------------------------------------ | --------------- | ----------------- |
| Dijon                  | 159 941          | en évolution de +3,13 % par rapport à 2016 | 40,41           | 3 958             |
| Beaune                 | 20 233           | en évolution de −6,52 % par rapport à 2016 | 31,3            | 646,4             |
| Chenôve                | 14 299           | en évolution de +3,6 % par rapport à 2016  | 7,42            | 1 927,1           |
| Talant                 | 11 986           | en évolution de +2,43 % par rapport à 2016 | 4,9             | 2 446,1           |
| Chevigny-Saint-Sauveur | 10 895           | en évolution de −5,23 % par rapport à 2016 | 12,11           | 899,7             |
| Quetigny               | 8 897            | en évolution de −7,29 % par rapport à 2016 | 8,19            | 1 086,3           |
| Fontaine-lès-Dijon     | 9 032            | en évolution de +1,05 % par rapport à 2016 | 4,49            | 2 011,6           |
| Longvic                | 8 787            | en évolution de −0,07 % par rapport à 2016 | 10,56           | 832,1             |
| Auxonne                | 7 592            | en évolution de −1,18 % par rapport à 2016 | 40,65           | 186,8             |
| Saint-Apollinaire      | 7 517            | en évolution de +2,41 % par rapport à 2016 | 10,24           | 734,1             |
| Châtillon-sur-Seine    | 5 404            | en évolution de +0,48 % par rapport à 2016 | 33,15           | 163               |
| Marsannay-la-Côte      | 5 440            | en évolution de +1,38 % par rapport à 2016 | 12,85           | 423,3             |
| Nuits-Saint-Georges    | 5 263            | en évolution de −5,05 % par rapport à 2016 | 20,5            | 256,7             |
| Genlis                 | 5 125            | en évolution de −4,21 % par rapport à 2016 | 12,08           | 424,3             |
| Source : Insee.        |                  |                                            |                 |                   |

## Unités urbaines
| CodeInsee | Unité urbaine       | Nombre decommunes(2024) | Population(2022) |
| --------- | ------------------- | ----------------------- | ---------------- |
| 21701     | Dijon               | 15                      | 250 203          |
| 21401     | Beaune              | 1                       | 20 233           |
| 21206     | Auxonne             | 1                       | 7 592            |
| 21205     | Is-sur-Tille        | 2                       | 6 042            |
| 21204     | Nuits-Saint-Georges | 2                       | 5 691            |
| 21203     | Montbard            | 2                       | 5 068            |
| 21202     | Châtillon-sur-Seine | 1                       | 5 404            |
| 21201     | Genlis              | 1                       | 5 125            |
| 21110     | Gevrey-Chambertin   | 3                       | 4 362            |
| 21109     | Saint-Julien        | 4                       | 4 502            |
| 21108     | Semur-en-Auxois     | 1                       | 4 027            |
| 21107     | Venarey-les-Laumes  | 2                       | 3 326            |
| 21106     | Saint-Jean-de-Losne | 3                       | 3 097            |
| 21105     | Seurre              | 3                       | 2 766            |
| 21104     | Arc-sur-Tille       | 1                       | 2 590            |
| 21103     | Saulieu             | 1                       | 2 269            |
| 21102     | Selongey            | 1                       | 2 394            |
| 21101     | Brazey-en-Plaine    | 1                       | 2 425            |

| \| 50 km1:811 000 Agglomération de plus de 200 000 hab. Agglomération de 20 000 à 200 000 hab. Agglomération de 5 000 à 20 000 hab. Agglomération de 3 000 à 5 000 hab. Agglomération de 2 000 à 3 000 hab. \| Dijon Beaune Auxonne Is-sur-Tille Nuits-Saint-Georges Montbard Châtillon-sur-Seine Genlis Gevrey-Chambertin Saint-Julien Semur-en-Auxois Venarey-les-Laumes Saint-Jean-de-Losne Seurre Arc-sur-Tille Saulieu Selongey Brazey-en-Plaine |
| 50 km1:811 000 Agglomération de plus de 200 000 hab. Agglomération de 20 000 à 200 000 hab. Agglomération de 5 000 à 20 000 hab. Agglomération de 3 000 à 5 000 hab. Agglomération de 2 000 à 3 000 hab. |

| 50 km1:811 000 Agglomération de plus de 200 000 hab. Agglomération de 20 000 à 200 000 hab. Agglomération de 5 000 à 20 000 hab. Agglomération de 3 000 à 5 000 hab. Agglomération de 2 000 à 3 000 hab. |

## Structures des variations de population

### Soldes naturels et migratoires sur la période 1968-2021
La variation moyenne annuelle est positive depuis les années 1970, passant de 1,1 à 0,1 %, traduisant un fléchissement de croissance.
Le solde naturel annuel qui est la différence entre le nombre de naissances et le nombre de décès enregistrés au cours d'une même année, a baissé, passant de 0,7 0%. La baisse du taux de natalité, qui passe de 17,8 à 9,9 ‰, est en fait compensée par une baisse du taux de mortalité, qui parallèlement passe de 10,4 à 9,4 ‰.
Le flux migratoire s'annule sur la période de 1968 à 2021, traduisant une perte d'attractivité du département. Il baisse 0,4 à 0 %. 
| Indicateurs démographiques                       | 1968 à1975 | 1975 à1982 | 1982 à1990 | 1990 à1999 | 1999 à2010 | 2010 à2015 | 2015 à2021 |
| ------------------------------------------------ | ---------- | ---------- | ---------- | ---------- | ---------- | ---------- | ---------- |
| Variation annuelle moyenne de la population en % | 1,1        | 0,5        | 0,5        | 0,3        | 0,3        | 0,3        | 0,1        |
| - due au solde naturel en %                      | 0,7        | 0,5        | 0,5        | 0,3        | 0,3        | 0,3        | 0,0        |
| - due au solde apparent des entrées sorties en % | 0,4        | 0,0        | 0,0        | -0,1       | 0,0        | 0,1        | 0,0        |
| Taux de natalité en ‰                            | 17,8       | 14,7       | 13,9       | 12,2       | 11,7       | 11,1       | 9,9        |
| Taux de mortalité en ‰                           | 10,4       | 9,5        | 9,0        | 8,7        | 8,6        | 8,6        | 9,4        |
| Source : Insee.                                  |            |            |            |            |            |            |            |

### Mouvements naturels sur la période 2014-2022
En 2014, 5 779 naissances ont été dénombrées contre 4 422 décès. Le nombre annuel des naissances a diminué depuis cette date, passant à 4 878 en 2022, indépendamment à une augmentation, mais relativement faible, du nombre de décès, avec 5 402 en 2022. Le solde naturel est ainsi négatif et diminue, passant de 1 357 à -524.
Pour des raisons techniques, il est temporairement impossible d'afficher le graphique qui aurait dû être présenté ici.

## Densité de population
La densité de population est en augmentation depuis 1968, en cohérence avec l'augmentation de la population.
En 2021, la densité était de 61,1 hab./km2.
| 1968 |  | 48.1 |  |

| 1975 |  | 52.0 |  |

| 1982 |  | 54.0 |  |

| 1990 |  | 56.4 |  |

| 1999 |  | 57.8 |  |

| 2010 |  | 59.8 |  |

| 2015 |  | 60.8 |  |

| 2021 |  | 61.1 |  |

## Répartition par sexes et tranches d'âges
La population du département est plus jeune qu'au niveau national.
En 2021, le taux de personnes d'un âge inférieur à 30 ans s'élève à 35,2 %, soit au-dessus de la moyenne nationale (35,1 %). À l'inverse, le taux de personnes d'âge supérieur à 60 ans est de 27,8 % la même année, alors qu'il est de 26,6 % au niveau national.
En 2021, le département comptait 258 696 hommes pour 276 807 femmes, soit un taux de 51,69 % de femmes, légèrement supérieur au taux national (51,61 %).
Les pyramides des âges du département et de la France s'établissent comme suit.
| Hommes | Classe d’âge | Femmes |
| ------ | ------------ | ------ |
| 0,9    | 90 ou +      | 2,2    |
| 7,4    | 75-89 ans    | 9,9    |
| 17,2   | 60-74 ans    | 18,1   |
| 19,6   | 45-59 ans    | 19     |
| 17,9   | 30-44 ans    | 17,2   |
| 20,1   | 15-29 ans    | 18,6   |
| 16,9   | 0-14 ans     | 15     |

| Hommes | Classe d’âge | Femmes |
| ------ | ------------ | ------ |
| 0,7    | 90 ou +      | 1,9    |
| 7,0    | 75-89 ans    | 9,5    |
| 16,6   | 60-74 ans    | 17,5   |
| 20,0   | 45-59 ans    | 19,5   |
| 18,8   | 30-44 ans    | 18,3   |
| 18,3   | 15-29 ans    | 16,7   |
| 18,6   | 0-14 ans     | 16,7   |

## Répartition par catégories socioprofessionnelles
La catégorie socioprofessionnelle des retraités est surreprésentée par rapport au niveau national. Avec 28,5 % en 2021, elle est 1,7 points au-dessus du taux national (26,8 %). La catégorie socioprofessionnelle des autres personnes sans activité professionnelle est quant à elle sous-représentée par rapport au niveau national. Avec 15,8 % en 2021, elle est 1,2 points en dessous du taux national (17 %).
| Catégorie socioprofessionnelle                    | 2015    | 2015 | 2021    | 2021 | Détails de l'année 2021 | Détails de l'année 2021 | Détails de l'année 2021            | Détails de l'année 2021            | Détails de l'année 2021            |
| Catégorie socioprofessionnelle                    | Nb      | %    | Nb      | %    | Hommes                  | Femmes                  | Part en % de la population âgée de | Part en % de la population âgée de | Part en % de la population âgée de |
| Catégorie socioprofessionnelle                    | Nb      | %    | Nb      | %    | Hommes                  | Femmes                  | 15 à 24 ans                        | 25 à 54 ans                        | 55 ans ou +                        |
| ------------------------------------------------- | ------- | ---- | ------- | ---- | ----------------------- | ----------------------- | ---------------------------------- | ---------------------------------- | ---------------------------------- |
| Agriculteurs exploitants                          | 5 055   | 1,1  | 4 339   | 1,0  | 3 373                   | 966                     | 0,1                                | 1,4                                | 0,8                                |
| Artisans, commerçants, chefs d'entreprise         | 14 887  | 3,4  | 16 092  | 3,6  | 11 357                  | 4 734                   | 0,6                                | 6,0                                | 2,2                                |
| Cadres et professions intellectuelles supérieures | 36 644  | 8,3  | 40 754  | 9,0  | 22 688                  | 18 067                  | 2,3                                | 16,0                               | 4,4                                |
| Professions intermédiaires                        | 64 344  | 14,5 | 66 587  | 14,8 | 29 789                  | 36 797                  | 8,9                                | 25,9                               | 5,5                                |
| Employés                                          | 71 963  | 16,2 | 68 051  | 15,1 | 17 620                  | 50 430                  | 15,5                               | 23,1                               | 6,6                                |
| Ouvriers                                          | 58 625  | 13,2 | 55 581  | 12,3 | 43 966                  | 11 615                  | 12,1                               | 19,7                               | 4,6                                |
| Retraités                                         | 123 846 | 27,9 | 128 428 | 28,5 | 58 410                  | 70 018                  | 0,0                                | 0,2                                | 69,3                               |
| Autres personnes sans activité professionnelle    | 67 818  | 15,3 | 71 191  | 15,8 | 28 373                  | 42 818                  | 60,5                               | 7,8                                | 6,5                                |
| Ensemble                                          | 443 182 | 100  | 451 022 | 100  | 215 576                 | 235 446                 | 100                                | 100                                | 100                                |
| Sources : Insee,.                                 |         |      |         |      |                         |                         |                                    |                                    |                                    |